# Bashtanka
Bashtanka (em ucraniano:  Баштанка) é uma cidade da Ucrânia, situada no Oblast de Mykolaiv. Tem 7,14 km² de área e sua população em 2020 foi estimada em 12.449 habitantes.